# Rosières (Oise)
Rosières é uma comuna francesa na região administrativa de Altos da França, no departamento de Oise. Estende-se por uma área de 9,27 km². Em 2010 a comuna tinha 142 habitantes (densidade: 15,3 hab./km²).